# Lode Van Hecke
Lode Van Hecke OCSO (Roeselare, 16 maart 1950) is een Belgische geestelijke en was de 31e bisschop van het bisdom Gent. Voorheen was hij abt in de Abdij van Orval.

## Biografie
Lode Van Hecke is de tweede van vijf kinderen. Hij studeerde aan het seminarie in Brugge en aan de KU Leuven filosofie en theologie. In 1976 trad hij toe in de Abdij van Orval. Hij legde er zijn eeuwige geloften af in 1983 en werd priester gewijd in 1995. Ondertussen was hij in 1988 gepromoveerd tot licentiaat in de theologie aan de KU Leuven. Tijdens deze studies in vervulde hij ook de toen nog bestaande militaire dienst, waar hij secretaris werd van de hoofdaalmoezenier Arthur Luysterman, die zelf nadien bisschop van Gent werd.
Lode Van Hecke had in de Abdij van Orval achtereenvolgens de functies van novicemeester, sub-prior, directeur van de brouwerij, prior, econoom en gastenbroeder. Tussen 2002 en 2004 was hij in Rome secretaris van de abt-generaal van de Cisterciënzerorde, waartoe de trappisten behoren. Op 25 januari 2007 verkozen de monniken van Orval hem tot hun abt, de 63ste sinds 1132. De abtszegening vond plaats op 2 juni 2007. Hij koos als leuze In de vreugde van de Geest. In zijn hoedanigheid van abt heeft hij de abdij meer voor jongeren opengesteld en werd hij als een van de leidende figuren voor katholieke spiritualiteit beschouwd.
Hij werd als abt tijdelijk opgevolgd door Bernard Joseph. De officiële nieuwe abt werd in 2024 Xavier Frisque.

## Bisschop
Op 27 november 2019 werd Van Hecke door paus Franciscus benoemd tot bisschop van Gent als opvolger van Luc Van Looy. Hij behield zijn leuze Cum gaudio Spiritus Sancti die hij koos als abt.
De plechtige wijding door kardinaal De Kesel vond plaats op 23 februari 2020, en werd bijgewoond door koningin Paola, minister Pieter De Crem en ministers van Staat Herman De Croo en Miet Smet.
Van Hecke ging op 30 juni 2025 met emeritaat. In 2025 werd hij 75 jaar, zoals gebruikelijk diende hij daarom zijn ontslag in. Hij wou meteen stoppen om gezondheidsredenen, daarom heeft de paus zijn ontslag aanvaard op 30 juni 2025. Vicaris-generaal Joris De Jonghe neemt over tot een nieuwe bisschop is benoemd. 